# Kultivar
En kultivar (engelsk: cultivar) eller en sort er en særligt udvalgt type af en bestemt planteart. Det drejer sig generelt om typer, der har særlige egenskaber, som man ønsker at udnytte i havebrug, gartneri eller landbrug - det kan fx være udseende, vækstform, sygdomsresistens, hårdførhed eller smag.
Sorter kan grundlæggende deles op i kloner, der er resultatet af vegetativ formering, hvorfor de fysiske planter er genetisk identiske med den oprindeligt udvalgte plante, og frøsorter, der er resultatet af frøformering, gennem en mere eller mindre kontrolleret bestøvning inden for (eller mellem) udvalgte populationer.
Sorter betegnes ikke bare med deres artsnavn (videnskabeligt eller dansk navn), men også et efterhængt sortsnavn. Sortsnavne skrives med store begyndelsesbogstaver og mellem apostroffer, sådan: 'Klon'. Hvis man skriver kultivarens navn - eller det videnskabelige navn - i anførselstegn, har man sagt, at man anser navnet for forkert. Det kunne f.eks. være Ficus carica "Smyrna" (hvis man anser det korrekte kultivar-navn for at være 'Black Turkey'.
| Biologisk klassifikation                                                             |
| ------------------------------------------------------------------------------------ |
| Domæne Rige Række / Division Klasse Orden Familie Tribus Slægt Art Underart Varietet |

## Kultivargruppe
En kultivargruppe er en gruppering af kultivarer. En kultivar kan være enten en klon (e.g. æblesort), eller en frøstabil sort. Når der eksisterer flere forskellige distinkte kultivarer med sammenfald i bestemte egenskaber, definerer man nogle gange en kultivargruppe.

## Kloner
For at der kan tales om en klon, forudsætter det at alle individer af kultivaren vitterligt stammer fra én og samme kerneplante. I Danmark kontrolleres dette af organisationen "klonkildeudvalget", som består af medlemmer fra de interesserede erhvervsgrupper, forbrugere, undervisere og forskere.
Planter, som er udvalgt og fremavlet under fuld kontrol kan i Danmark få betegnelsen DAFO (dvs.: DAnsk FOrskning) hæftet på kultivarnavnet.

### Eksempler på nyere kultivarer
- Almindelig Liguster (Ligustrum vulgare) 'Liga' DAFO
- Almindelig Valnød (Juglans regia) 'Grøndal' DAFO
- Almindelig Æble (Malus x domestica) 'Filippa'
- Guld-Ribs (Ribes odoratum) 'Fuma' DAFO
- Have-Jordbær (Fragaria x ananassa) 'Dybdal'
- Have-Purpursolhat (Echinacea purpurea) 'Magnus'

## Frøsorter
Inden for dyrkning og salg af énårige planter, dvs. grønsager og sommerblomster, arbejder man med et helt andet indhold i begrebet sort. Her er der enten tale om de såkaldte "frøsorter", som er særligt udvalgte frøpartier med stor ensartethed i plantematerialet, eller om F1-hybrider, der er særligt fremavlede krydsninger med stabile karaktertræk.